# غوريلا مونسون
غوريلا مونسون (بالإنجليزية: Gorilla Monsoon)‏ مصارع أمريكي محترف معتزل (4 يونيو 1937 - 6 أكتوبر 1999) كان يصارع في اتحاد دبليو دبليو إي وعمل أيضا معلق على المصارعة. اعتزل المصارع عام 1981.

## روابط خارجية
- غوريلا مونسون على موقع دبليو دبليو إي (الإنجليزية)
- غوريلا مونسون على موقع WrestlingData.com (الإنجليزية)
- غوريلا مونسون على موقع CageMatch worker (الإنجليزية)
- غوريلا مونسون على موقع قاعدة بيانات المصارعة على الإنترنت (الإنجليزية)
- غوريلا مونسون على موقع عالم المصارعة على الإنترنت (الإنجليزية)
- غوريلا مونسون على موقع عالم المصارعة على الإنترنت (الإنجليزية)

- صفحة Gorilla Monsoon على دبليو دبليو إي.كوم
- غوريلا مونسون على موقع IMDb (الإنجليزية)
- غوريلا مونسون على موقع قاعدة بيانات الفيلم (الإنجليزية)
- Marella's Ithaca College Quarterly Obituary
- "Section V Wrestling Hall of Fame". مؤرشف من الأصل في 2019-03-30. اطلع عليه بتاريخ 2013-11-06.